# 魏焕
魏焕（1485年—？） ，字原德，號東洲，湖广長沙衛人，官籍，明朝政治人物。

## 生平
嘉靖元年（1522年）壬午科湖廣鄉試第三十四名舉人。嘉靖八年（1529年）己丑科會試第五十三名，三甲十七名進士。官嘉兴府推官，有青天之声。升兵部主事，作《九邊圖考》，試選條例，進員外郎，作《皇明拱衛錄》。任四川僉事，化宣慰教子之頑，平土官奏記之獄，猺苗咸服。以疾歸，一日卒
。父魏棠，岁贡，任彭水知县。子魏时用，选贡，大甯知县。三世仕蜀，俱有贤声，祀乡贤。

## 家族
曾祖魏祥，正千户；祖父魏瑄，正千户；父魏棠，岁貢，任彭水知县。母王氏。具庆下。弟煇、煌、燔、烶、焜、焌、烴。